# 腺眶燈魚
腺眶灯鱼（学名：Diaphus adenomus）为輻鰭魚綱燈籠魚目灯笼鱼科的其中一種，分布於西太平洋的日本、東太平洋夏威夷群島及大西洋海域，屬深海魚類，棲息深度180-600公尺，體長可達18公分。

## 扩展阅读
維基物種上的相關：腺眶灯鱼